# 신응경
《신응경》(新應經)은 보물 제1180호로 지정된 의학 책이다.
이 책은 중국 명나라의 유근이 출간한 것으로 조선에서 성종 5년(1474년)에 목판본으로 간행한 침구(鍼灸) 전문서적이다. 이 책은 서문 등이 사라지고 본문도 훼손된 상태이지만 한국에서 처음 간행된 침구서라는 점에서 서지학 및 침구서 연구에 귀중하게 쓰이고 있는 자료이다. 현재 이 책은 가천문화재단이 소유하고 있다.